# Lycenchelys maoriensis
Lycenchelys maoriensis es una especie de pez de la familia de los Zoarcidae en el orden de los perciformes.

## Hábitat
Es un pez de mar y de aguas profundas que vive entre 710-730 m de profundidad.

## Distribución geográfica
Se encuentra en el Pacífico suroccidental: Nueva Zelanda.

## Observaciones
Es inofensivo para los humanos. 